# 서울은평우체국
서울은평우체국(서울恩平郵遞局)은 대한민국 서울특별시 은평구 진관동에 있는 우편, 우체국 택배, 우체국, EMS 업무 및 우체국예금보험 관련 업무를 수행하는 서울지방우정청 소속 우체국이다.

## 기본 정보
- 주소 :  대한민국 서울특별시 은평구 진관2로 29-8
- 우편번호 : 03306

## 연혁
- 1973년 11월 20일: 서부서울우체국으로 개국
- 1992년 11월 23일: 서울은평우체국으로 국명 개칭
- 2009년 7월 1일: 서울불광3동우편취급국을 서울불광2동우편취급국으로 명칭 변경[2]
- 2011년 1월 1일: 서울불광동우체국을 서울대조동우체국으로 명칭 변경[3]
- 2011년 3월 1일: 식품의약품안전청우편취급국을 서울녹번동우편취급국으로 명칭 변경[4]
- 2012년 8월 27일: 은평구 진관2로 29-8 (진관동 77)으로 신청사 개축 이전, 서울구파발우체국을 서울응암1동우체국으로 명칭 변경[5]
- 2014년 1월 1일: 우편구역을 다음과 같이 고시[6]

| 배달국         | 배달구역      | 구역번호      |
| -------------- | ------------- | ------------- |
| 서울은평우체국 | 은평구 전지역 | 03300 ~ 03506 |

- 2014년 7월 4일: 국방대학교우체국 폐국[7]
- 2020년 10월 5일 : 서울은평현대우편취급국 폐국[8]

## 관할 우체국
| 우체국명               | 사진 | 주소                                      | 비고                                                    |
| ---------------------- | ---- | ----------------------------------------- | ------------------------------------------------------- |
| 국방대학교우체국       |      | 경기도 고양시 덕양구 제2자유로 33(덕은동) | 2014년 7월 4일 폐국                                     |
| 서울갈현1동우편취급국  |      | 서울특별시 은평구 갈현로 277(갈현동)      |                                                         |
| 서울갈현동우체국       |      | 서울특별시 은평구 서오릉로 190(갈현동)    |                                                         |
| 서울녹번동우편취급국   |      | 서울특별시 은평구 통일로 684(녹번동)      | 2011년 3월 1일 식품의약품안전청우편취급국에서 명칭 변경 |
| 서울대조동우체국       |      | 서울특별시 은평구 통일로71길 20(대조동)   | 2011년 1월 1일 서울불광동우체국에서 명칭 변경           |
| 서울불광2동우편취급국  |      | 서울특별시 은평구 통일로80길 15(불광동)   | 2009년 7월 1일 서울불광3동우편취급국에서 명칭 변경      |
| 서울수색우체국         |      | 서울특별시 은평구 수색로 248(수색동)      |                                                         |
| 서울신사미성우편취급국 |      | 서울특별시 은평구 은평터널로7길 2(신사동) |                                                         |
| 서울역촌동우편취급국   |      | 서울특별시 은평구 갈현로 100(역촌동)      |                                                         |
| 서울연신내우체국       |      | 서울특별시 은평구 연서로 306(불광동)      |                                                         |
| 서울은평현대우편취급국 |      | 서울특별시 은평구 은평로 60(신사동)       | 2020년 10월 5일 폐국                                    |
| 서울응암1동우체국      |      | 서울특별시 은평구 은평로 170(응암동)      | 2012년 8월 27일 서울구파발우체국에서 명칭 변경          |
| 서울응암동우체국       |      | 서울특별시 은평구 응암로 214(응암동)      |                                                         |

## 조직
- 영업과
  - 고객지원실
- 우편물류과
  - 운용실
  - 소포실
- 지원과
- 경영지도실